# الاستجابة للتسرب النفطي في خليج المكسيك 2010
حدث التسرب النفطي في خليج المكسيك 2010 بعد انفجار غرق منصة ديب واتر هورايزن في خليج المكسيك بين 10 أبريل و19 سبتمبر 2010. استُخدمت مجموعة متنوعة من التقنيات مع الاستراتيجيات الأساسية لمعالجة النفط المنسكب، والتي كانت: لاحتواء النفط على السطح، والتفريق، والإزالة. كان معظم النفط الذي استُخرج قبالة لويزيانا خامًا خفيفًا، في حين كان الزيت المتسرب مزيجًا أثقل حاويًا على مواد شبيهة بالأسفلت. صرح رئيس فريق تقييم المخاطر الكيميائية الفيدرالية لانسكابات النفط إد أوفرتون أن هذا النوع من الزيت يُستحلب جيدًا. بمجرد أن يصبح مستحلبًا، لن يتبخر بسرعة مثل النفط العادي، ولا يُشفط بسهولة، ولا يمكن تقويضه بواسطة الميكروبات بسهولة، ولا يحترق بسهولة. صرح أوفرتون أن «هذا النوع من المزيج يهزم أفضل منظفّات النفط».
بدأت شركة بريتيش بتروليوم في 6 مايو 2010 بتوثيق جهود الاستجابة اليومية على موقعها على شبكة الإنترنت. انضم الجيش الأمريكي في 28 أبريل إلى عملية التنظيف. ازدادت الاستجابة مع ازدياد حجم الانسكاب. استخدمت شركة بريتش بيتروليوم بداية مركبات تعمل تحت الماء عن بعد، ووظفت 700 عامل، و4 طائرات، و32 سفينة. وصل عدد السفن العاملة إلى 69 سفينة بحلول 29 أبريل بما فيها الكاشطات والقاطرات والصنادل وسفن الاسترداد. قدر خفر السواحل الأمريكي أن 170 سفينة، وحوالي 7500 فرد قد شاركوا بحلول 4 مايو 2010، بالإضافة إلى 2000 متطوع إضافي للمساعدة. ساعد هؤلاء المتطوعون في بناء جدران الإغاثة، وحرق النفط، وتنظيف المياه وغيرها من المسطحات المائية المتضررة مثل المستنقعات والشواطئ والسواحل، وتنظيف المعدات والسفن الملوثة، كما شاركوا في التوعية بالاستجابة للأراضي والمياه.
شارك حوالي 47000 شخص و7000 سفينة في أعمال الاستجابة في صيف 2010، وقد بلغت تكاليف الاستجابة الفيدرالية 850 مليون دولار بحلول 3 أكتوبر 2012، وسددت شركة بريتيش بتروليوم معظمها. ظل حوالي 935 شخصًا من طاقم الاستجابة على رأس العمل في أنشطة الاستجابة بحلول يناير 2013. تجاوزت تكاليف شركة بريتيش بتروليوم لعمليات التنظيف 14 مليار دولار في ذلك الوقت. أُغلق حفر النفط أخيرًا في 15 يوليو 2010.

## الاحتواء
تضمنت الاستجابة احتواء العديد من الأميال، بهدف إحاطة النفط، أو منعه من الوصول إلى المستنقعات و/أو المنغروف والروبيان وسرطانات البحر و/أو مزارع المحار، أو غيرها من المناطق الحساسة بيئيًا. امتدت أذرع الاحتواء 18-48 بوصة (0.46-1.22 م) فوق وتحت سطح الماء، وهي فعالة فقط في المياه الهادئة نسبيًا وبطيئة الحركة.
نُشرت أذرع الاحتواء على امتداد أكثر من 100.000 قدم (30 كم) بدايةً لحماية الساحل ودلتا نهر المسيسيبي. تضاعف ذلك تقريبًا في اليوم التالي إلى 180.000 قدم (55 كم)، بالإضافة إلى تنظيمها أو نشرها على امتداد 300.000 قدم (91 كم). نُشرت أذرع الامتصاص إجمالًا خلال الأزمة، على امتداد 9.100.000 قدم (2800 كم) وأذرع الاحتواء على امتداد 4.200.000 (1300 كم).
شكك بعض المشرعين في فعالية الأذرع، زاعمين أنه لم يكن هناك ما يكفي منها لحماية الخط الساحلي وأن الأذرع لم تُركب دائمًا بشكل صحيح. صرح رئيس أبرشية بلاكويمينز في لويزيانا بيلي نونجيسر، أن الأذرع «تقذف بالنفط على الشاطئ، ومن ثم نجد النفط في المستنقعات، ولدينا أذرع نفطية، لذا فلدينا مشكلتان».
صرحت نعومي كلاين، التي تكتب في صحفية الغارديان أن «رياح المحيط والتيارات قد أطاحت بالأذرع خفيفة الوزن التي وضعتها شركة بريتيش بتروليوم لامتصاص النفط». أخبر رئيس جمعية محار لويزيانا بايرون إنكاليد شركة بريتيش بتروليوم أن «النفط سوف يمر من فوق أذرع الاحتواء أو من تحت إلى القاع» ووفقًا لكلاين، فقد كان على حق. قدر عالم الأحياء البحرية ريك شتاينر الذي تابع عن كثب عمليات التنظيف، أن «70% أو 80% من حواجز التطويق الطافية غير مجدية على الإطلاق».
أكد المسؤولون المحليون على طول الخليج أن هناك ندرة في أذرع الاحتواء، وخاصة «أذرع المحيط» الأثقل. قالت شركة بريتش بيتروليوم في خطتها الإقليمية، إن الأذرع ليست فعالة في المياه التي يزيد فيها ارتفاع الأمواج عن ثلاثة إلى أربعة أقدام، إذ غالبًا ما تتجاوز الأمواج في الخليج هذا الارتفاع. علق أحد التقارير على أن الاستجابة لهذه الكارثة تركز بشكل أساسي على تنظيف مستوى السطح بدلًا من تنظيف أعماق البحار، مما أطال وقت الاستجابة، وكما نرى من الجدل حول الأذرع، لم تكن جميع جهود الاستجابة فعالة.

### خطة جزيرة لويزيانا الحاجزة
خطة جزيرة لويزيانا الحاجزة، مشروع بدأته لويزيانا لبناء جزر حاجزة في خليج المكسيك لحماية ساحل لويزيانا من التلوث بالنفط الخام المتسرب من منصة ديب ووتر هورايزون. عرض فيلق المهندسين بالجيش الأمريكي في 27 مايو 2010 بناءً على طلب من هيئة حماية واستعادة السواحل في لويزيانا، تصريحًا طارئًا للولاية لبدء العمل.
بلغ عرض السواتر 325 قدمًا عند القاعدة و25 قدمًا عند قممها، وبارتفاع 6 أقدام فوق منسوب المياه. لو بني النظام بالكامل لبلغ طوله 128 ميلًا. أصدرت الحكومة الفيدرالية في مايو 2010 تصاريح لبناء 45 ميلًا. وافقت شركة بريتيش بتروليوم على دفع التكلفة المبدئية المقدرة بحوالي 360 مليون دولار.
أكد منتقدو المشروع أنه سيكون مكلفًا وغير فعال: يتضمن استخدام أكثر من 100 مليون ياردة من المواد المجروفة، بتكلفة 360 مليون دولار، ويستغرق بناؤه 6 أشهر. تشمل المسائل طول الفترة الزمنية اللازمة لبناء أميال من الساتر الترابي، والتأثيرات المتوقعة للتعرية الطبيعية وتآكل الهياكل بسبب العواصف. يزعم النقاد أن قرار متابعة المشروع اتُخذ على أساس سياسي مع بعض الاعتبارات من قبل الخبراء العلميين.
أُغلق بئر بريتش بتروليوم في 15 يوليو 2010، واستمر بعدها بناء الحواجز خلال عام 2010. مولت شركة بريتش بتروليوم المشروع بقيمة 360 مليون دولار، وبُني تحت إشراف فيلق المهندسين في الجيش. لو اكتمل دون أي تمويل إضافي، بعد تعديل المشروع من قبل الدولة، سيكون قد بُني ما مجموعه 22 ميلًا من الحواجز. تزايدت معارضة المشروع اعتبارًا من أكتوبر 2010، وقد دعا مساعد وزير الداخلية للأسماك والحياة البرية والمتنزهات توماس إل ستريكلاند إلى إعادة تقييم المشروع.
أعلن حاكم ولاية لويزيانا بوبي جندال وشركة بريتيش بتروليوم في 1 نوفمبر 2010، عن اتفاقية منقحة بينهما شريطة استخدام 100 مليون دولار مما تبقى من مبلغ (140 مليون دولار) لتحويل الحواجز المكتملة إلى جزر حاجزة اصطناعية عن طريق توسيعها وإضافة الغطاء النباتي، واستخدام الأموال المتبقية لإنهاء أعمال الحواجز الجارية. حُفر ما مجموعه 17 مليون ياردة مكعبة من الرمال بحلول نوفمبر 2010، 12 مليون منهم من نهر المسيسيبي، واستُخدم 8.5 مليون ياردة مكعبة لبناء الحواجز، وخُزنت البقية.
خلصت اللجنة الرئاسية في ديسمبر 2010 إلى أن الحواجز الرملية التي كلفت 220 مليون دولار احتوت على «كمية ضئيلة» من النفط، حوالي 1000 برميل (160 متر مكعب) وأثبتت «فعاليتها المحبطة» وأنها «باهظة الثمن للغاية». خططت لويزيانا لإنفاق 140 مليون دولار من المبلغ الذي قدمته بريتش بتروليوم للحواجز بحوالي 360 مليون دولار، لتحويل 36 ميلًا من الحواجز الرملية إلى جزر عازلة.